# Philoliche carpenteri
Philoliche carpenteri är en tvåvingeart som först beskrevs av Austen 1920.  Philoliche carpenteri ingår i släktet Philoliche och familjen bromsar.
Artens utbredningsområde är Tanzania. Inga underarter finns listade i Catalogue of Life.